# Herr Fix und Fertig
Herr Fix und Fertig ist ein Märchen (ATU 554). Es stand in den Kinder- und Hausmärchen der Brüder Grimm nur in der Erstauflage von 1812 an Stelle 16 (KHM 16a).

## Inhalt
Der Soldat Fix und Fertig langweilt sich nach dem Krieg, da dient er sich einem Herrn an, er könne und wisse alles. Der fragt zur Probe nach seinem momentanen Verlangen und ist zufrieden, als er eine Pfeife mit Tabak erhält. Er trägt ihm auf, die Prinzessin Nomini zu holen. Fix und Fertig nimmt dafür einen riesigen Hofstaat mit. Sie kommen an einen Wald mit singenden Vögeln, den er umrundet, um sie nicht zu stören, ein Feld mit hungrigen Raben, denen er ein Pferd abstechen lässt und an ein Wasser mit einem darbenden Fisch, den er in einen Fluss setzt. Er residiert im besten Gasthof und freit um die Prinzessin. Dafür lässt ihn der König ausgesäte Mohnsamen einsammeln, einen Ring aus einem Wasser holen, was die Vögel und der Fisch für ihn tun, und zuletzt ein Einhorn töten. Die Raben warten, bis es schlafend auf der kranken Seite liegt und hacken ihm das gute Auge aus, so dass es sich vor Wut an einem Baum festspießt. Fix und Fertig bringt dem König den Kopf und seinem Herrn die Prinzessin. Er wird erster Minister.

## Herkunft
Das Märchen stammt von Johann Friedrich Krause aus Hoof. Ab der Zweitauflage ersetzten es die Brüder Grimm durch Die drei Schlangenblätter und verwendeten es dafür in der Anmerkung zu Die Bienenkönigin. Zum Einhorn als Freierprobe vgl. auch Das tapfere Schneiderlein.

## Parodie
Bei Janosch weiß Fix und Fertig genau, wann der General rauchen, saufen oder Feuerwerk will, und wirbt ihm des Generalfeldmarschalls Tochter, indem er unterwegs die Tiere mit Handgranaten tötet und angibt, er habe einen Wald „geräumt“, „einen Kanal genommen“ und „eine Feldschlacht gewonnen“.